# Масерија Кјупо ди Бруно (Авелино)
Масерија Кјупо ди Бруно је насеље у Италији у округу Авелино, региону Кампанија.
Према процени из 2011. у насељу је живело 33 становника. Насеље се налази на надморској висини од 573 м.